# Хипо Груп Тенис Интернешънъл
Хипо Груп Тенис Интернешънъл (на немски: Hypo Group Tennis International) е професионален турнир по тенис. 

## История
Хипо Груп Тенис Интернешънъл е ежегоден турнир по тенис за мъже, който се провежда между 1981 и 2008 г. Той е организиран в четири отделни град в Италия и Австрия. Турнирът е част от Световните серии на ATP Тур от 1990 до 1999 г. и от Международните серии на ATP от 2000 г. до последното издание през 2008 г. Турнирът се играе на клей кортове на открито.
Турнирът е основан в италианския град Бари в навечерието на сезон 1981. Той е част от пролетната серия на клей, подготовка за Откритото първенство на Франция. В първите три турнира се провежда само състезания на сингъл, но през сезон 1984 е присъдена и награда на двойки. През 1988 г. турнира се играе през септември, а през 1989 г. през юни, преди на Уимбълдън.
В периода 1990-1993 г. наградата е консолидирана в седмицата преди Уимбълдън, но се премества на ново място в Генуа.
Преди сезон 1994 генуезките организатори отказват да проведат турнира по финансови причини и наградата е прехвърлена в Австрия, в град Санкт Пьолтен. Тук турнира се провежда дванадесет години.
През 2006 г. по финансови причини турнира е прехвърлена от Санкт Пьолтен в друг австрийски град - Пьорчах ам Вьортер Зее. Тук се провежда три пъти, след което е закрит. Австрийците се опитват известно време да намерят ново място за състезанието, но не успяват.

## Финали

### Сингъл
| Домакин              | Година | Шампион           | Финалист             | Резултат            |
| -------------------- | ------ | ----------------- | -------------------- | ------------------- |
| Пьорчах-ам-Вьортерзе | 2008   | Николай Давиденко | Хуан Монако          | 6 – 2, 2 – 6, 6 – 2 |
| Пьорчах-ам-Вьортерзе | 2007   | Хуан Монако       | Гаел Монфис          | 7 – 6(7–3), 6 – 0   |
| Пьорчах-ам-Вьортерзе | 2006   | Николай Давиденко | Андрей Павел         | 6 – 0, 6 – 3        |
| Санкт Пьолтен        | 2005   | Николай Давиденко | Юрген Мелцер         | 6 – 3, 2 – 6, 6 – 4 |
| Санкт Пьолтен        | 2004   | Филипо Воландри   | Ксавие Малис         | 6 – 1, 6 – 4        |
| Санкт Пьолтен        | 2003   | Анди Родик        | Николай Давиденко    | 6 – 3, 6 – 2        |
| Санкт Пьолтен        | 2002   | Николас Лапенти   | Фернандо Висенте     | 7 – 5, 6 – 4        |
| Санкт Пьолтен        | 2001   | Андреа Гауденци   | Маркус Хипфл         | 6 – 0, 7 – 5        |
| Санкт Пьолтен        | 2000   | Андрей Павел      | Андрю Илие           | 7 – 5, 3 – 6, 6 – 2 |
| Санкт Пьолтен        | 1999   | Марсело Риос      | Мариано Сабалета     | 4 – 4 отказва се    |
| Санкт Пьолтен        | 1998   | Марсело Риос      | Винсент Спадея       | 6 – 2, 6 – 0        |
| Санкт Пьолтен        | 1997   | Марсело Филипини  | Патрик Рафтър        | 7 – 6, 6 – 2        |
| Санкт Пьолтен        | 1996   | Марсело Риос      | Феликс Мантиля       | 6 – 2, 6 – 4        |
| Санкт Пьолтен        | 1995   | Томас Мустер      | Бохдан Улихрах       | 6 – 3, 3 – 6, 6 – 1 |
| Санкт Пьолтен        | 1994   | Томас Мустер      | Томас Карбонел       | 4 – 6, 6 – 2, 6 – 4 |
| Генуа                | 1993   | Томас Мустер      | Магнус Густафсон     | 7 – 6, 6 – 4        |
| Генуа                | 1992   | Андрей Медведев   | Гилермо Перес Ролдан | 6 – 3, 6 – 4        |
| Генуа                | 1991   | Карл-Уве Щеб      | Жорди Арезе          | 6 – 3, 6 – 4        |
| Генуа                | 1990   | Роналд Аженор     | Тарик Бенхабилс      | 3 – 6, 6 – 4, 6 – 3 |
| Бари                 | 1989   | Хуан Агилера      | Мариан Вайда         | 4 – 6, 6 – 3, 6 – 4 |
| Бари                 | 1988   | Томас Мустер      | Марсело Филипини     | 2 – 6, 6 – 1, 7 – 5 |
| Бари                 | 1987   | Клаудио Пистолези | Франческо Канчелоти  | 6 – 7, 7 – 5, 6 – 3 |
| Бари                 | 1986   | Кент Карлсон      | Орасио де ла Пеня    | 7 – 5, 6 – 7, 7 – 5 |
| Бари                 | 1985   | Клаудио Паната    | Лоусън Дънкан        | 6 – 2, 1 – 6, 7 – 6 |
| Бари                 | 1984   | Хенрик Сундстрьом | Педро Реболедо       | 7 – 5, 6 – 4        |
| Бари                 | 1983   | Корадо Барацути   | Карлос Кастелан      | 6 – 0, 6 – 1        |
| Бари                 | 1982   | Пол Макнами       | Балаж Тароци         | 6 – 2, 6 – 2        |
| Бари                 | 1981   | Золтан Кухарски   | Паоло Бертолучи      | 6 – 4, 6 – 0        |